# Ectenurus americanus
Ectenurus americanus är en plattmaskart. Ectenurus americanus ingår i släktet Ectenurus och familjen Hemiuridae. Inga underarter finns listade i Catalogue of Life.